# Villa Maaszicht
Villa Maaszicht is een villa of buitenplaats in Sint Pieter in het zuidwesten van de Nederlandse gemeente Maastricht. De buitenplaats heeft een lange geschiedenis, maar bestaat sinds eind negentiende eeuw uit een eclectische villa met tuin, een neogotisch bijgebouw en een Lourdesgrot, die mogelijk de oudste in Nederland is. De villa is sinds 1966 een rijksmonument, de Lourdesgrot is dat sinds 1997 en het bijgebouw staat op de gemeentelijke monumentenlijst.

## Geschiedenis

### Voor 1873: "Tholenshuis" en eerste "Maaszigt"
Op de plek van de huidige Villa Maaszicht stond in de zeventiende eeuw een huis dat lokaal bekend stond als het "Tholenshuisje", genoemd naar de bewoners of eigenaren, de familie Tholens. De eerste vermelding van het huis dateert uit 1733, toen Joannes Eijssen en zijn vrouw Maria Anna Berden hun testament lieten opmaken. Joannes Eijssen (1675-1747), landeigenaar, brouwer en burgemeester van Sint Pieter, verpachtte "sijn huisje met hoff genaemt Tholenshofken" in 1746 voor twaalf jaar aan kanunnik Mathias Joannes Baptiste van Dalem van het kapittel van Onze-Lieve-Vrouwe. Deze bewoonde het waarschijnlijk als buitenhuis, aangezien hij als kanunnik binnen de claustrale singel van de kapittelkerk moest wonen. Joannes Eijssen had het huis waarschijnlijk (het wordt niet met name genoemd) in 1728 gekocht van Maria Gertruid Tholen, weduwe van Joannes Leonardus van den Hove. Mogelijk had Maria het geërfd van haar vader Arnold Tholen, die in 1679 genoemd wordt als schepen van Sint Pieter.
In de tweede helft van de achttiende eeuw was de priester Lambert Eijssen (1708/9-1797), een van de zonen van Joannes Eijssen en Maria Anna Berden, eigenaar van het Tholenshuis (en drie andere huizen in Sint Pieter). Lambertus Eijssen wordt in 1757 vermeld in verband met de verlenging van het huurcontract van het Tholenshuis ("Tholens Hofken") aan Van Dalem. Het huis bleef minstens veertig jaar in het bezit van Eijssen. Bij het beleg van Maastricht door de Fransen in het najaar van 1794 leed het grote schade, veroorzaakt door vernieling en diefstal door Franse soldaten. In januari 1795 richtte Eijssen zich tot de autoriteiten met een verzoek om herstelbetaling. In het door hem opgestelde schaderapport is voor het eerst sprake van "Maaszigt". Toen Lambertus Eijssen twee jaar later overleed, erfde zijn neef Jean Nicolas Gilissen het huis.
Waarschijnlijk werd Maaszigt tussen 1795 en 1813 herbouwd of gemoderniseerd. In 1813 verkocht Lambert Gilissen, erfgenaam van Jean Nicolas Gilissen, het huis met tuinen aan Lambert Théodore Nypels (1786-1871), boekverkoper en drukker te Maastricht, sinds 1811 keizerlijk drukker voor het departement Nedermaas. Mogelijk verhuurde deze het, of bewoonde het als buitenverblijf. In 1834 verkocht Nypels (ook geschreven als Nijpels) het goed voor 1134 gulden aan de in Luik geboren Willem Zeguers (1789-1863), uitbater van het koffiehuis van de toenmalige schouwburg, de Bonbonnière. De kadasterkaart van 1842 bevestigt dat het huis met omliggende tuinen toen eigendom was van Zeguers, kastelijn te Maastricht. Zeguers maakte van het buitengoed een uitspanning. Omstreeks 1840 werd het uitgebaat door zijn dochter, Maria Anna Zeguers, en haar man Mathias Hameleers. Laatstgenoemde was lid van de in 1839 opgerichte sociëteit Momus, die vanaf 1846 een aantal jaren gebruik maakte van Maaszigt als buitensociëteit ("Casino Momus"). Na de dood van Zeguers in 1863 besloten zijn vier kinderen tot openbare verkoop. Het landgoed werd voor 2750 gulden verkocht aan de advocaat en drukker Leopold Alfred Désiré Nypels (1825-1902) uit Maastricht. Daarmee was het buitengoed opnieuw in handen van de familie Nypels. Het is niet duidelijk of Leopold Nypels Maaszigt bewoonde of anderszins uitbaatte. Tien jaar na de aankoop verkocht hij het weer.
Uit de kadasterkaart van 1842 en een drietal tekeningen van Philippe van Gulpen (1792–1862) uit de periode Nypels-Zeguers valt af te leiden dat het huis ommuurd en bescheiden van afmetingen was, in elk geval kleiner dan de huidige villa. Het perceel omvatte, behalve het huis zelf (bebouwd oppervlak 60 m²), een "lusttuin" van 1055 m² aan de noordwestzijde, een boomgaard van 60 m² aan de noordzijde en een perceel hakhout (270 m²) aan de noordoostzijde, waar zich het steile talud van het Maasterras bevindt. De tekeningen van Van Gulpen tonen, hoewel schetsmatig weergegeven, een klein huis zonder verdieping met in de oostelijke gevel één deur en één venster. De lusthof aan de noordzijde is omgeven door een hoge muur, door Van Gulpen tweemaal getekend met een geschubde bovenrand, waarbij de omhoogstekende punten geaccentueerd lijken door bollen of siervazen.

### Na 1873: het tweede "Maaszicht"
In 1873 verkocht Leopold Nypels het buitengoed voor 2500 gulden aan de fabrikant van behangselpapier André Claereboets (1812-1894). Claereboets liet het bestaande huis afbreken, breidde het terrein fors uit met een aan de zuidzijde gelegen perceel en bouwde ter plekke van het oude huis een villa in eclectische stijl naar ontwerp van Albert Slootmaekers. André Claereboets was, samen met Louis Hubert Rutten, de voornaamste weldoener van het Maastrichtse Ursulinenklooster. Twee van zijn vier dochters, Adèle en Pauline, waren bij de ursulinen ingetreden.

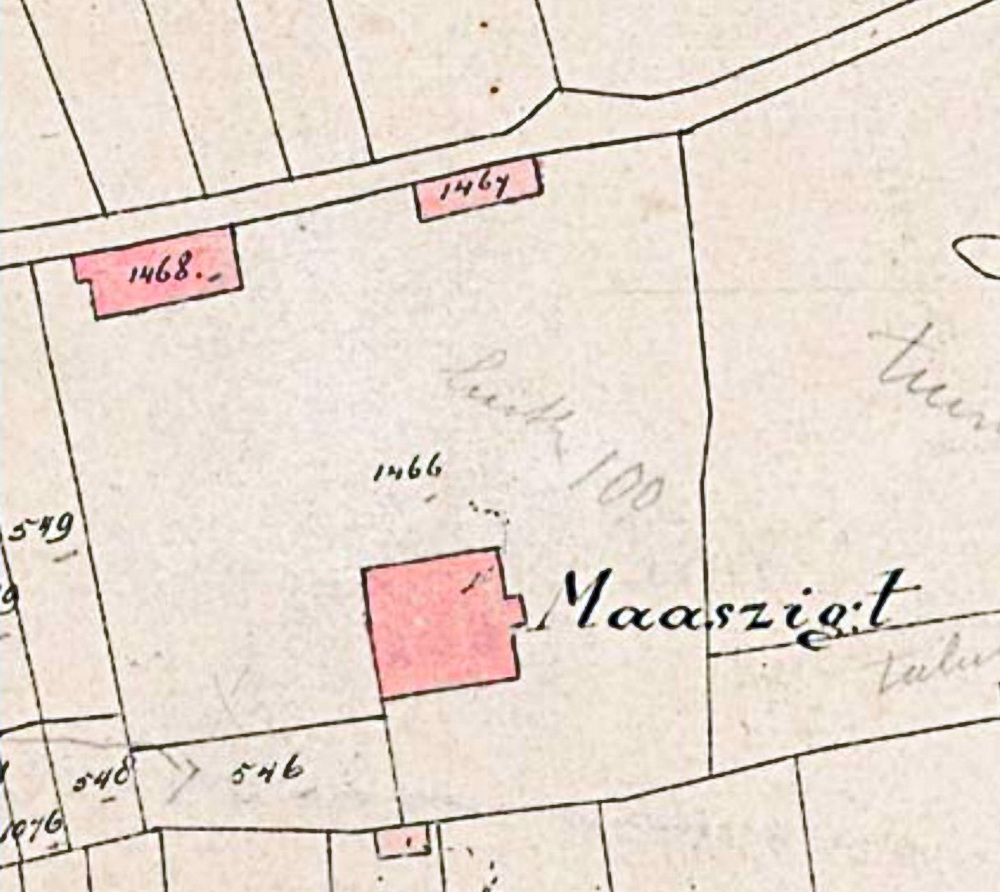
Kadasterkaart met Villa Maaszicht (hier nog "Maaszigt" gespeld) en bijgebouwen aan de Observanten-/Ursulinenweg (1882)

Het is niet bekend in hoeverre Claereboets en zijn gezin zelf gebruik maakten van de villa. In elk geval mochten de ursulinen, die in 1867 een pensionaat voor meisjes waren begonnen, er met hun pensionaires gebruik van maken, aanvankelijk (vanaf 1877?) alleen tijdens weekenden en vakanties. De kadastrale minuutkaart van 1882 maakt duidelijk dat er toen al twee bijgebouwen aan de Ursulinenweg (toen nog Observantenweg geheten) stonden. In de bijbehorende beschrijving wordt het linker gebouw omschreven als "huis"; het rechter als "kapel". Het op de kaart aangegeven linker bijgebouw lijkt kleiner dan het huidige gebouw op die plek. Het lijkt aannemelijk dat de tegen de noordgevel van het bijgebouw 'aanleunende' Lourdesgrot toen al bestond, maar dat is geenszins zeker. Over het exacte bouwjaar van de grot (1873, 1880 of 1890) zijn de meningen verdeeld. Een tekening uit ca. 1885-1886 toont een tegen de keermuur van het Maasterras aangebouwde Lourdesgrot, maar is moeilijk te interpreteren. Na de dood van André Claereboets in 1894 kregen de ursulinen de volledige beschikking over het buitengoed. Mogelijk is het bijgebouw aan de Observantenweg/Ursulinenweg in 1907 vervangen of verbouwd, waarbij de begane grond geschikt gemaakt werd als accommodatie voor de zusters en/of pensionaires, en de bovenverdieping (met de spitsboogvensters) in gebruik werd genomen als kloosterkapel. Waarschijnlijk werd het klooster in de jaren 1930 opgeheven. Het pensionaat bleef nog enige tijd in gebruik. Het werd omstreeks 1900 meestal aangeduid met de Franse benaming: Pensionnat des Réligieuses Ursulines "J.M.J.", waarbij J.M.J. staat voor Jezus - Maria - Jozef.
Na de Tweede Wereldoorlog woonden er tijdelijk enkele gezinnen in de villa en de bijgebouwen, maar in 1948 namen de ursulinen het complex opnieuw in gebruik, hoewel er geen zusters meer woonden. In 1952 verkochten de ursulinen Maaszicht. Tussen 1952 en 1967 vonden diverse verbouwingen plaats, waarbij zowel de villa als het voormalige bijgebouw geschikt gemaakt werden voor particuliere bewoning. Een recente bewoner van de villa was de radioloog prof. dr. G.J. van der Plaats (1903-1995), die er vanaf 1961 tot aan zijn dood woonde en zich voor het behoud van de Lourdesgrot inzette, alhoewel hij zelf niet katholiek was. De Lourdesgrot werd in 1986 aan de parochie van Sint-Pieter boven geschonken.

## Beschrijving

### Villa Maaszicht
De villa is in 1873 gebouwd in een eclectische stijl met neoclassicistische en neogotische elementen, naar een ontwerp van Albert Slootmaekers s.j. (1814-1875). Het gebouw is gesitueerd op een Maasterras op de westelijke helling van de Sint-Pietersberg en heeft een vierkante plattegrond met aan de noordzijde een kleine uitbouw. De villa telt twee bouwlagen plus een souterrain- en zolderverdieping. De souterrainverdieping is aan de Maaszijde, vanwege de helling in het perceel, volledig zichtbaar. Hier is een gevelsteen met de datum van de eerstesteenlegging (21 mei 1873) en de naam van de steenlegger (Eveline Claereboets) ingemetseld. De villa heeft een afgeplat tentdak met kruisvormig plat. De schuine dakvlakken zijn gedekt met leien in maasdekking. De gevels zijn symmetrisch opgebouwd en tellen elk, met uitzondering van de zuidgevel, drie vensterassen, alle voorzien van segmentboogvormige deuren en vensters, die laatste met acht- of zesruits roedeverdeling. De entree bevindt zich in de westgevel. In de oostgevel geven dubbele houten deuren op souterrainniveau toegang tot het terras. De middentraveeën van voor- en achtergevel zijn smaller dan de andere traveeën en hoger opgetrokken. De middentravee van de noordgevel springt tevens iets naar voren en eindigt in een trapgeveltje, dat bekroond wordt door een smeedijzeren windvaan. De zuidgevel telt als enige twee vensterassen. Alle gevels zijn opgetrokken in baksteen, gemetseld in kruisverband. Alle ornamenten zijn van cement: plinten, deur- en vensteromlijstingen, waterlijsten, lisenen en keperboogfriezen. Met name de twee laatste elementen geven de villa een karakteristiek voorkomen.
De indeling van het interieur is grotendeels intact gebleven, maar bevat geen beschermde onderdelen. Niet bekend is of de huiskapel, die in 1948 nog werd aangemerkt als verboden terrein voor de toenmalige (tijdelijke) bewoners, bewaard is gebleven. De later bijgebouwde dubbele garage en de aan de achtergevel gebouwde veranda met balkon zijn eveneens uitgesloten van bescherming. Aan de westzijde bevinden zich twee terrassen met deels bakstenen, deels mergelstenen keermuren, voorzien van een omheining met balusters of smeedijzeren hekjes. De tuin ligt ten noorden en oosten van de villa en wordt omgeven door een deels gepleisterde, mergelstenen tuinmuur. Het smeedijzeren toegangshek aan de zijde van de Ursulinenweg bevat de naam "Maaszicht". In de tuin bevindt zich een Heilig Hartkapel, die op instigatie van Félicie Claereboets werd opgericht. Het kapelletje is tegen de bidkapel van de Lourdesgrot gebouwd, is ruim twee meter hoog en bevat een grote nis, waarin ooit beelden van het Heilig Hart van Jezus en van Margaretha-Maria Alacoque stonden. De verblijfplaats van eerstgenoemd beeld is onbekend; laatstgenoemd beeld is verplaatst naar de Lourdesgrot.

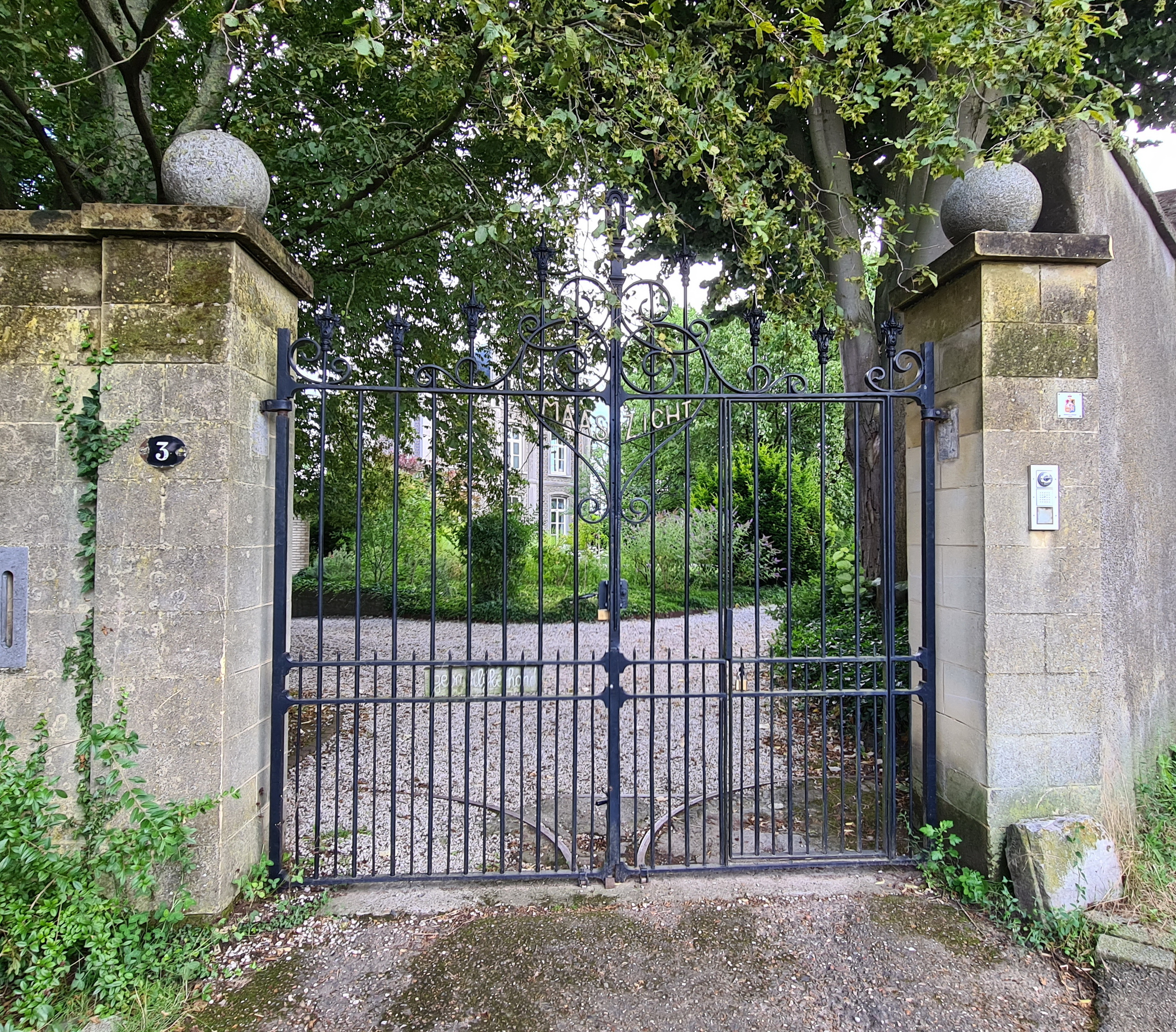
Tuinhek Ursulinenweg
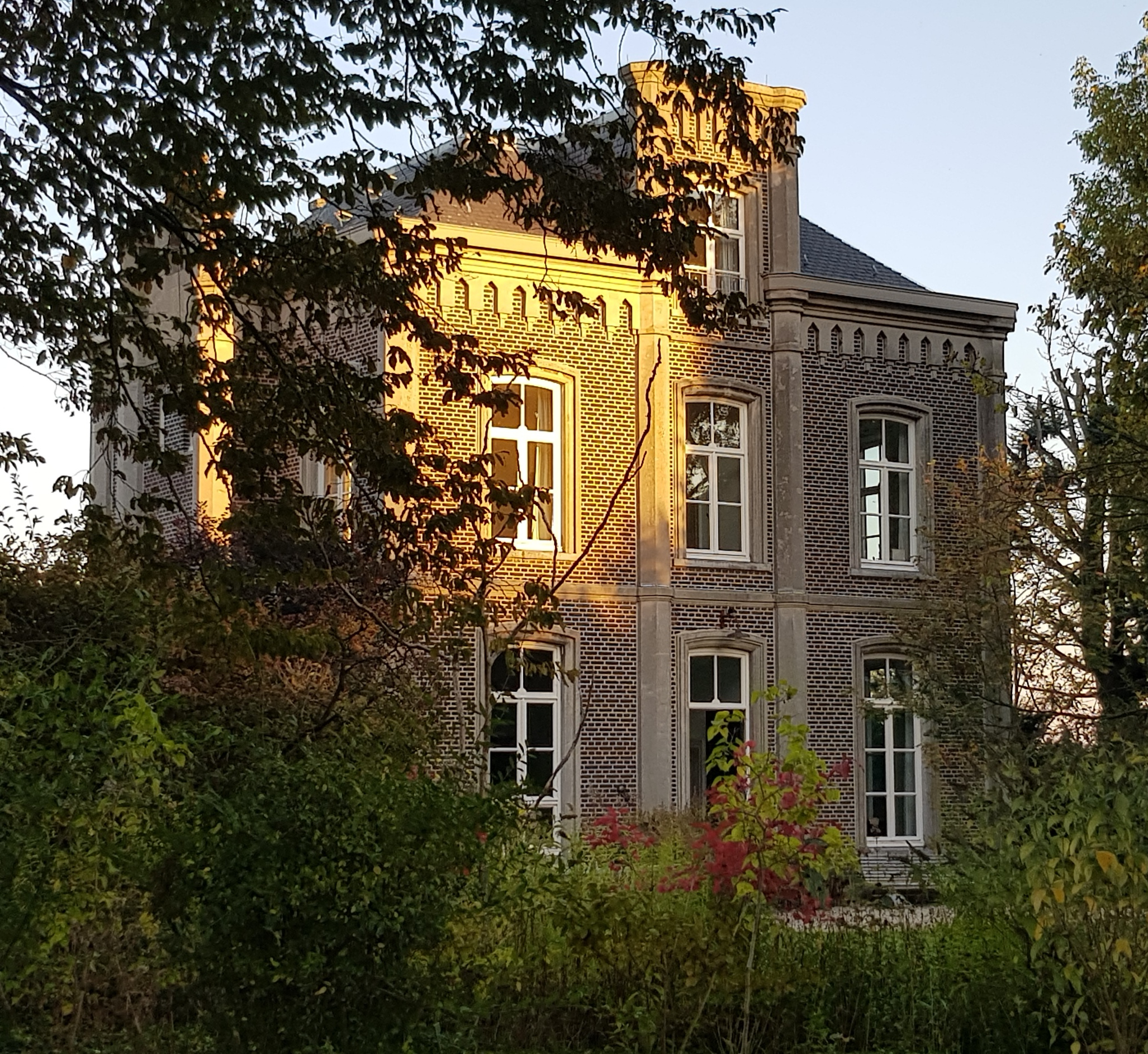
Gezicht vanuit het noordwesten
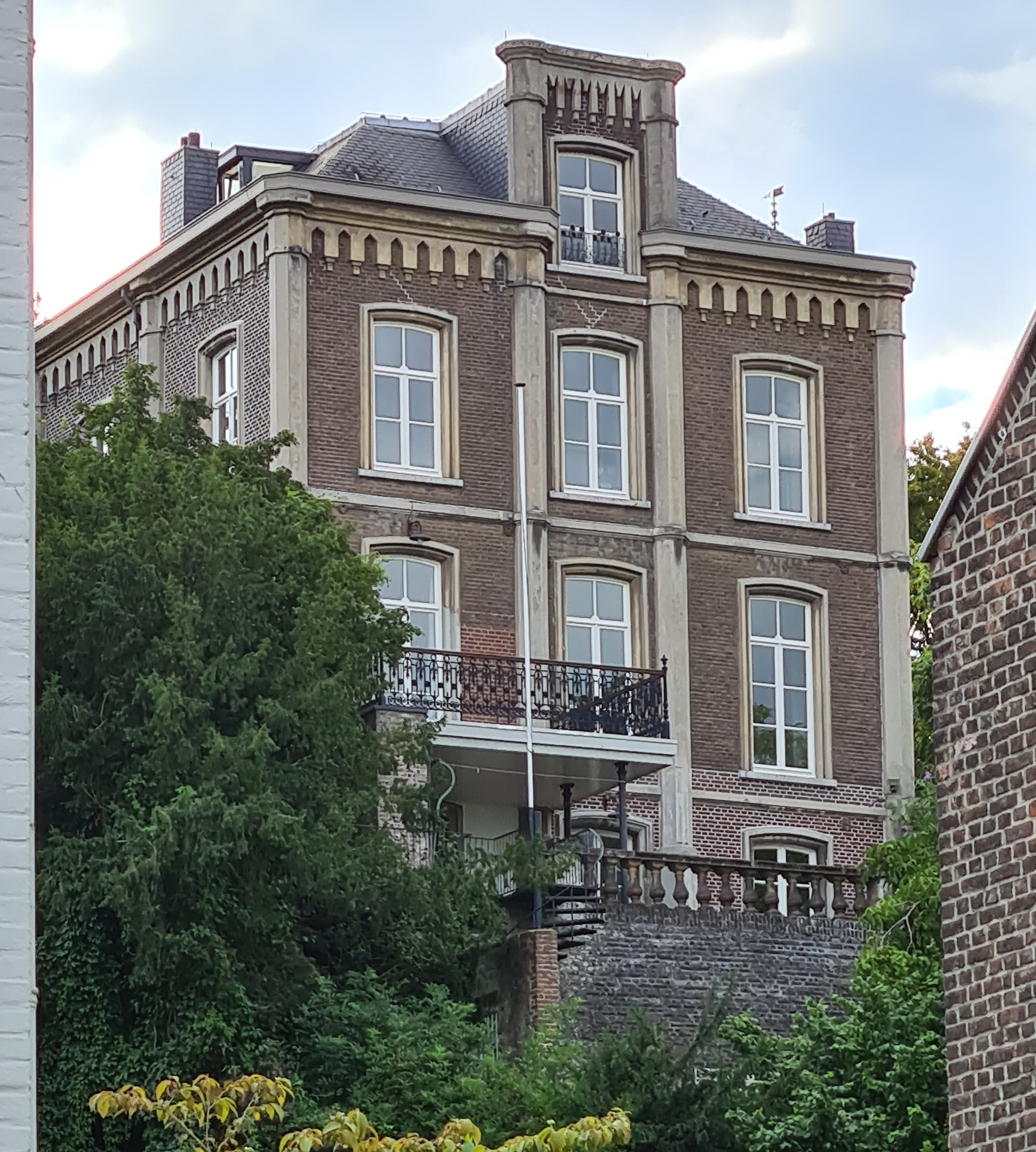
Gezicht vanuit het zuidoosten
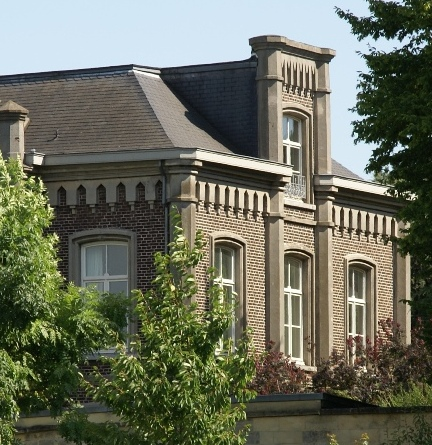
Idem, detail

### Ursulinenweg 3A-B en Lourdesgrot
Het 'bijgebouw' van Villa Maaszicht aan de Ursulinenweg wordt op de Maastrichtse gemeentelijke monumentenlijst omschreven als "voormalige kloostervleugel van de buitensociëteit ‘Maaszicht’ van de zusters Ursulinen uit circa 1880". Het betreft een langgerekt, half vrijstaand gebouw, waarvan de westelijke gevel direct aan de straat grenst. Het gebouw telt twee bouwlagen en is voorzien van een lessenaarsdak dat flauw afloopt naar het oosten. De bakstenen gevels zijn afgewerkt met een cementpleisterlaag met 'spachtelputz'-reliëf. Ter hoogte van de onderdorpels van de vensters en de kalven van de (verdwenen) oorspronkelijke ramen zijn enkele horizontale siergroeven aangebracht. Op de eerste verdieping bevinden zich in de westgevel acht spitsboogvensters met vernieuwde ramen en gecementeerde onderdorpels. In de zuidelijke kopgevel bevindt zich eveneens een spitsboogvenster. De eenlaags aanbouw aan de zuidzijde is van later datum en valt niet onder de bescherming.
Tegen de noordelijke zijgevel is in 1874, 1880 of 1890 een Lourdesgrot gebouwd met aansluitend een bidkapel. Het betreft mogelijk de oudste Lourdesgrot in Nederland, maar over de datering verschillen de meningen.

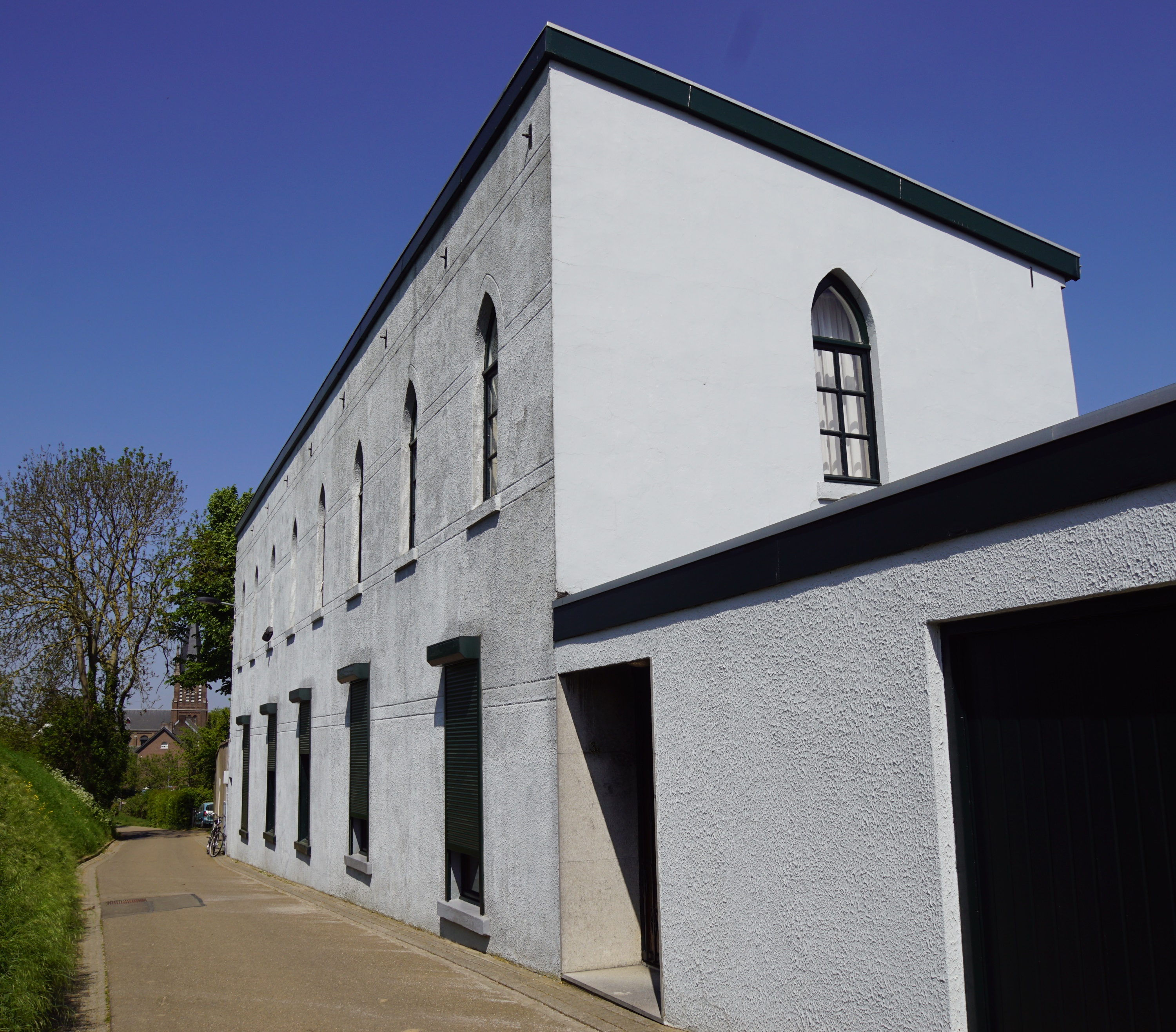
Ursulinenweg 3A-B
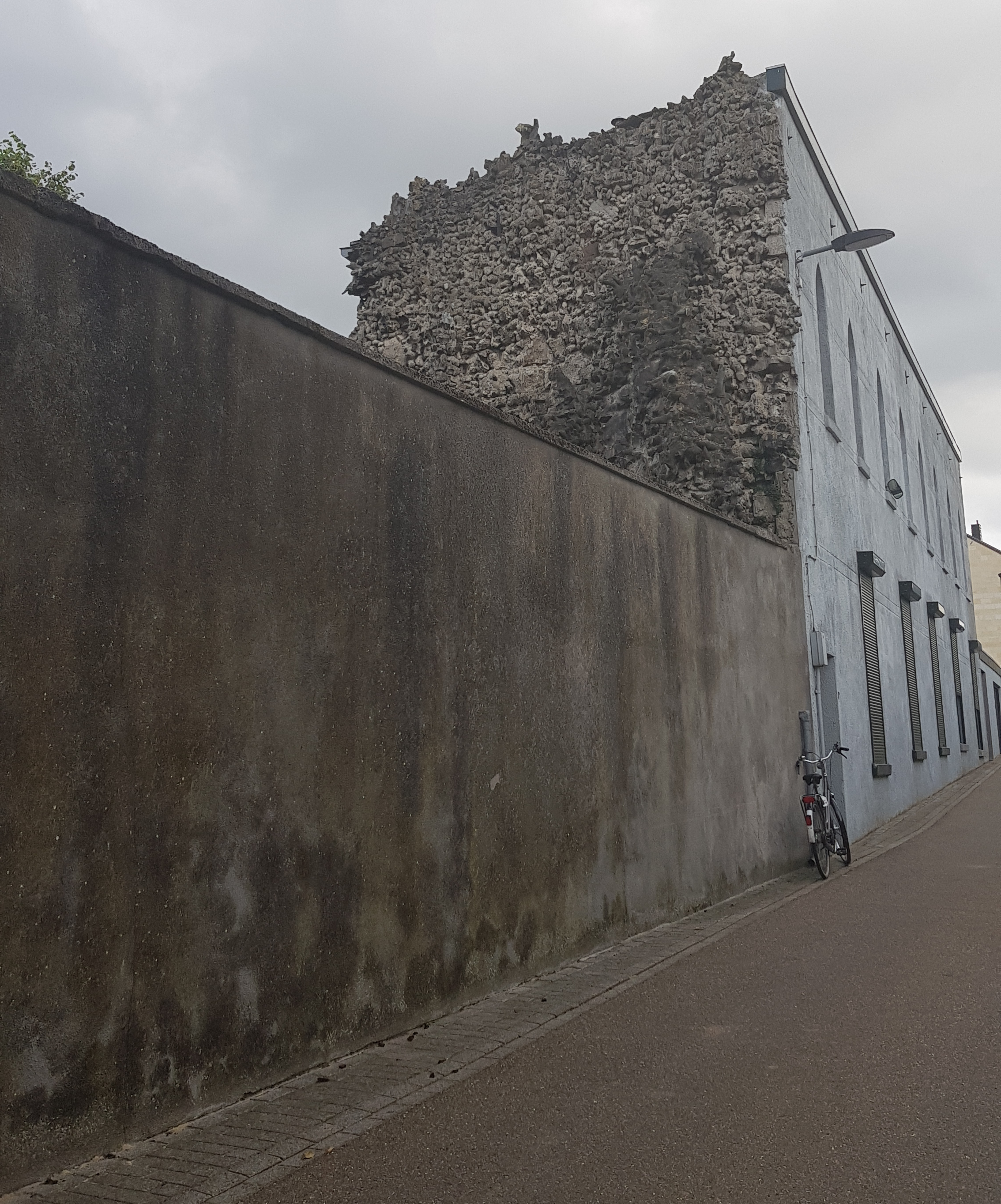
Idem, met muur Lourdesgrot
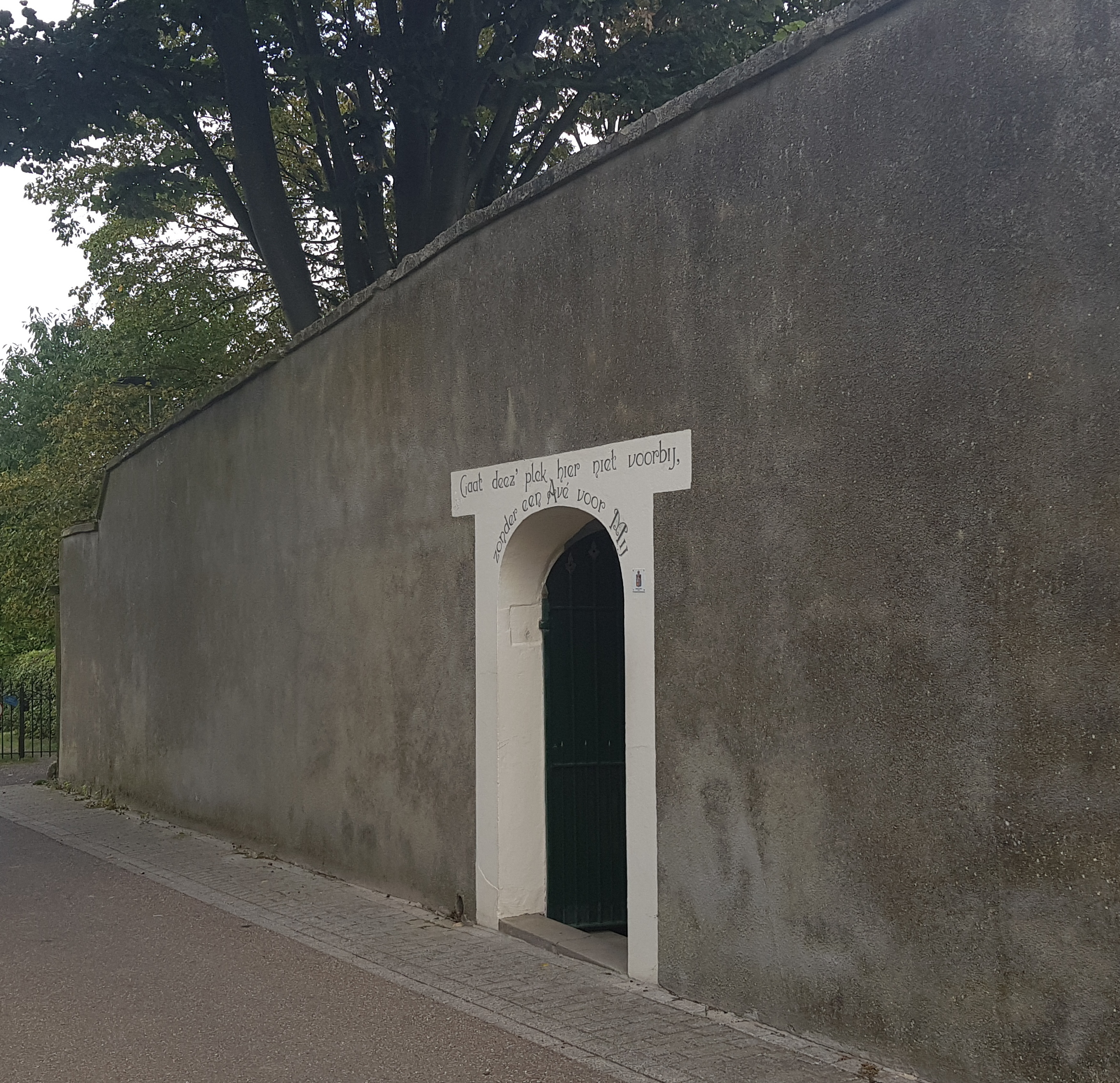
Entree kapel en Lourdesgrot
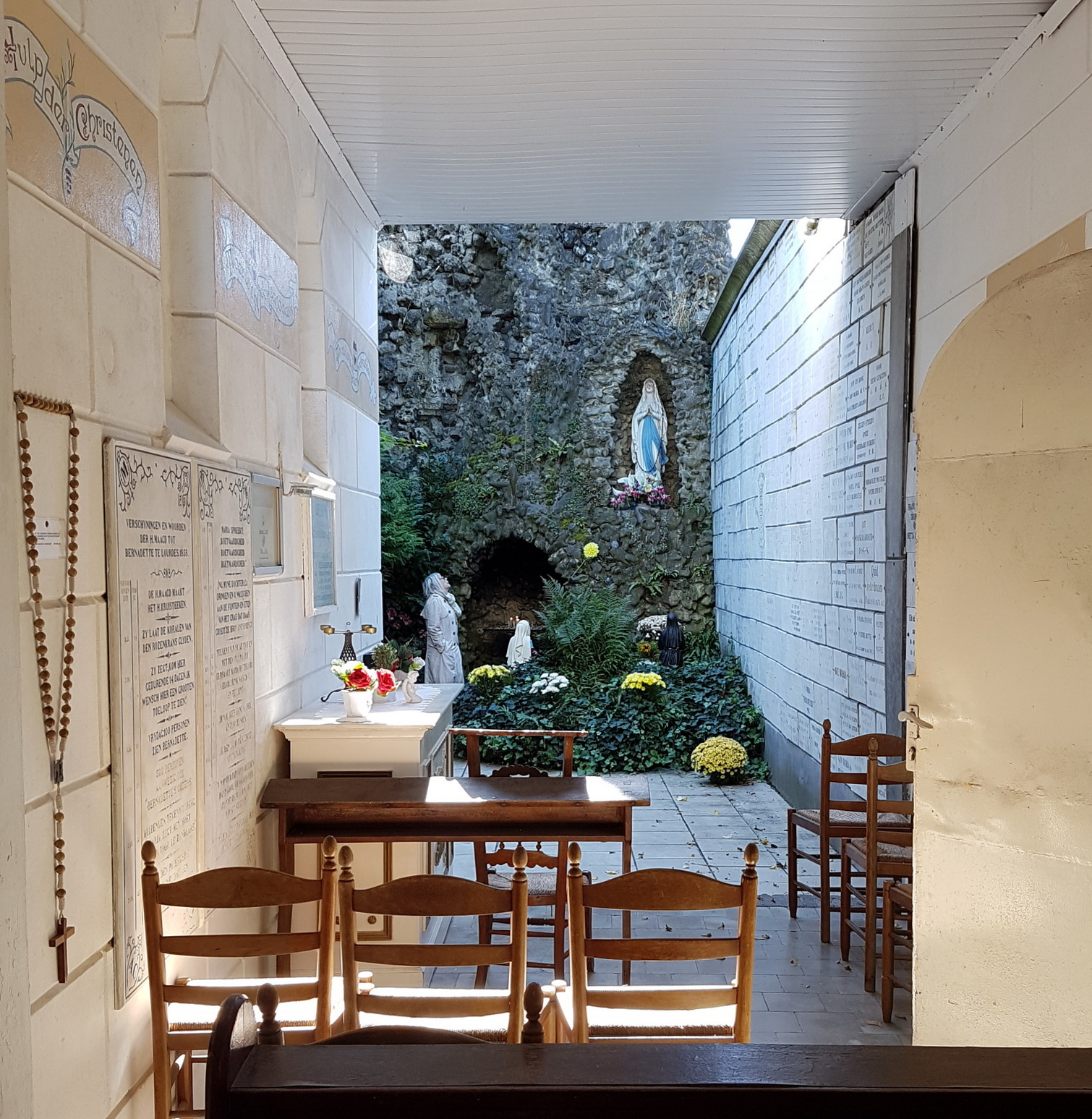
Lourdesgrot, vanuit de kapel